# Тунебо

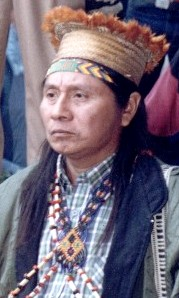
Вождь племени тунебо

Туне́бо (исп. Tunebo; самоназвание — U'wa) — коренной народ, проживающий в туманных лесах на севере Колумбии и в Венесуэле, а также в некоторых странах Центральной Америки. Ранее население народа составляло более 20000 человек, проживающих на границе Колумбии и Венесуэлы, однако сейчас оно упало примерно до 7000–8000 человек.
В соседних племенах тунебо известны как «люди, умеющие думать» или «люди, которые хорошо разговаривают»,

## Культура
У тунебо есть собственный одноимённый язык, самоназвание которого «Uw Cuwa», в переводе —  «человеческий язык». У них нет письменности, а свои знания и традиции передаются из уст в уста, а также через песни и танцы.